# Gammelsätersfjällets fjällkyrka
Gammelsätersfjällets fjällkyrka är en kyrkobyggnad i Hemfjällstangen i Västerås stift. Kyrkobyggnaden som ligger i Sälenfjällen tillhör Credo. Kyrkan är en del av Credo fjällgård som utnyttjas främst till lägerverksamhet för konfirmandläger och för skidläger, grupper och församlingar.

## Kyrkobyggnaden
Kyrkan byggdes 1975 och rymmer ca 100 personer. Kyrkan består av en åttakantig timrad byggnad. 

## Inventarier
Ovanför altaret hänger en applikation som illustrerar psaltarpsalm 139 och som är gjord av textilkonstnären Barbro Strömgren.
Kyrkans orgel är samtida med kyrkan och byggd av Grönlunds Orgelbyggeri och har fyra stämmor:
- Gedakt 8’
- Rörflöjt 4’
- Principal 2’
- Kvint 1 1/3’.